# Beter nooit dan laat
Beter nooit dan laat is een hoorspel van Rodney Wingfield. Better Never Than Late werd op 15 november 1969 door de BBC uitgezonden. De Norddeutscher Rundfunk bracht het op een onbekende datum onder de titel Besser gar nicht als spät. Anne Ivitch vertaalde en bewerkte het en de VARA zond het uit op zaterdag 11 maart 1972. De regisseur was Hein Boele. Het hoorspel duurde 76 minuten.

## Rolbezetting
- Tonny Foletta (inspecteur Chew)
- Jan Borkus (inspecteur Green)
- Hans Veerman (sergeant Rushton)
- Huib Orizand (commissaris Lawton)
- Hans Karsenbarg, Donald de Marcas & Martin Simonis (de cursisten Collins, Smith & Burton)
- Maarten Kapteijn (Sam Fletcher)
- Eva Janssen (z’n vrouw Peggy)
- Jos van Turenhout (Bill)
- Fé Sciarone (Pamela Fulton)
- Joke Hagelen (haar dochter Sarah)
- Jan Verkoren (dokter James)
- Willy Brill (Ann Marlow)
- Bob Verstraete (Hampton)
- Paul van der Lek (Cresswell)

## Inhoud
Inspecteur Chew gaat volgende week met pensioen. Nu geeft hij nog een laatste keer les aan toekomstige rechercheurs. Onderwerp: een kinderroof die 15 jaar geleden niet werd opgelost. Hij had toen de leiding. Vanaf dan kreeg hij geen onderzoeksopdrachten meer en naar zijn promotie kon hij fluiten. Na de les verneemt hij dat in de buurt bij het afgraven van een heuvel het skelet van een kind is gevonden…